# Hubay Miklós
Hubay Miklós (Nagyvárad, 1918. április 3. – Budapest, 2011. május 7.) Kossuth-díjas drámaíró, műfordító, a Digitális Irodalmi Akadémia alapító tagja.

## Élete
Középiskoláit Debrecenben és Gyulán, bölcsésztanulmányait a budapesti Magyar Királyi Pázmány Péter Tudományegyetemen végezte 1936–1940 között. 1942-től Genfben ösztöndíjas.
Első darabja már a Magyar Nemzeti Színház programján szerepelt. Állásfoglaló tanulmánykötete: Nemzeti színjátszás – drámai magyarság. Színpadi bemutatója 1942-ben volt a Nemzeti Színház Kamaraszínházában. Budapesten szerkesztőségi titkára lett két idegen nyelvű szemlének, amely genfi ösztöndíjhoz segítette, ahol aztán 1946-ban a Magyar Tájékoztató Könyvtár kinevezett igazgatója lett. Ekkor francia anyanyelvű íróbarátaival magyar költők (főleg József Attila) fordításait kezdeményezte, továbbá a következő években Hubay segítségével sok magyar író, képzőművész és muzsikus kapott genfi ösztöndíjat. Hazatérése után 1949–1957 között a budapesti Színház- és Filmművészeti Főiskolán tanított, s 1955–1957-ben a Nemzeti Színház dramaturgjaként dolgozott, mindkét állásából egy napon bocsátották el. Évekig főként filmgyári forgatókönyveket írt és fordított (pl. Félicien Marceau, Arthur Miller, Jean-Paul Sartre, Molière darabjait). Petrovics Emil felkérésére született zenei alapszöveg a C'est la guerre.
1956. október 27. és november 2. között a Szabad Magyar Rádió Irodalmi adásait vezette az Országházban.
Az első magyar musicalt Vas Istvánnal és Ránki Györggyel alkotta meg Szinetár Miklós zenés színháza számára: Egy szerelem három éjszakája. Ezután született bravúros egyfelvonásos sorozata, az 1968-ban Márkus Lászlóval bemutatott Nero játszik, amely népszerűvé vált Olaszország nagyvárosaiban, fesztiváljain és franciaországi előadásokon is.
A hosszan tartó hazai állástalanság után Hubay Miklós pályafutása 1974–1988 között Firenzéhez kötődik, ahol a magyar irodalmat rendkívül népszerűvé tette az egyetemen. Később jelentős funkciót vállalt idehaza is, 1981-től, öt éven át a Magyar Írószövetség elnökeként. Kezdeményezésére ünnepeljük a Magyar Dráma Napját. Emellett tovább alkotott: A zsenik iskolája tartalma: „27 rövid dráma” egyedülállóan mutatja Hubay rendkívüli hajlamát a fordulatos egyfelvonásosok írására.
Hubay a firenzei évek után ismét kapott közéleti szerepet Magyarországon: 1987–1996 között a Színház- és Filmművészeti Főiskola tanára, 1991-től tíz évig a Magyar PEN Club ügyvezetője, majd elnöke, ekkor többek közt nemzetközileg elismerteti az önálló magyar PEN Centrumot Romániában.
1997–98-ban a debreceni Csokonai Színházban szerepelt műsoron a Hova lett a Rózsa Lelke? című világtörténelmi tragédiája. 2004-től megindult drámái összkiadása, az Elektra Kiadóház gondozásában.
„Egy Rákóczi úti öreg bérházban az ötvenes évek elején működni kezdett egy háborút „túlélt” családi írógép, egy flakonos olajjal működő kis fekete szerkezet, amely azután évtizedeken át a magyar irodalom és a kortárs műfordítás remekeit „gépbe vette”. …”Általa lett leíróirodából indult otthonából a magyar irodalom szalonja, írók- költők-művészek, egyetemi hallgatók és tanárok találkozó- helye – és alkotóműhelye.”…” „A magyar irodalmat Kelemen Éva írja” – mondta egy alkalommal Mészöly Dezső. Mert elismerésre méltó műveltségén és intelligenciáján túl a groteszk felé hajló humora és örökvidám, a „hétköznapi szürkeségen” örökké felülálló személyisége munkára, alkotásra késztetett.”…” ebben a légkörben születtek a többi között Hubay Miklós, Mészöly Dezső, Mándy Iván, Abody Béla írásai, műfordításai. Mág Bertalannak, a bűnügyi regények jól ismert szerzőjének – aki feleségét gyászolja az elhunytban – szintén minden művét ő rögzítette.” 
Keresztfia : Vári Zsolt festőművész, Sokáig 15 évet dolgoztak együtt és tanította keresztfiát.

## Művei
- Nemzeti színjátszás, drámai magyarság (tanulmány, 1941)
- Hősök nélkül. Polgári szomorújáték (dráma, 1942)
- Coq d'Esculape (1945)
- François Rabelais (tanulmány, 1953)
- Egy magyar nyár. Színmű; utószó Pártos Géza, Művelt Nép, Budapest, 1954 (Népszerű drámák)
- István napja (színmű, 1955)
- C'est la guerre (dráma, 1958)
- Háromcsésze tea (egyfelvonásos, Koppányi Jánossal és Szepes Máriával, 1959)
- Hubay Miklós–Szántó Judit–Székely György: A nyugateurópai dráma és színjátszás a XVIII-XX. századig; Népművelési Intézet, Budapest, 1959 (Színjátszó akadémia)
- Népi komédiák (dráma, 1960)
- Hősökkel és hősök nélkül (drámák, 1964)
- Felismerés és búcsú; Népművelési Intézet, 1965 (Színjátszók kiskönyvtára)
- A megváltó mutatvány. Írások a magyar dráma ügyében; Magvető, Budapest, 1965 (Elvek és utak)
- Játékok életre-halálra (drámák, 1968)
- Antipygmalion (dráma, 1968)
- Úton és itthon. Naplók, találkozások; Gondolat, Budapest, 1970
- Nerone è morto? La sfinge (1970)
- Tüzet viszek (drámák, 1971)
- Aranykor (tanulmányok, 1972)
- Színház a Cethal hátán (színmű, 1974)
- Néronissime ou l'Empereur s'amuse (1975)
- A zsenik iskolája. 27 rövid dráma; Szépirodalmi, Budapest, 1977
- A szív sebei (drámák, 1978)
- Napló nélkülem (tanulmányok, 1978)
- Búcsú a csodáktól. Tragédia két részben és hét képben; Szépirodalmi, Budapest, 1979
- A dráma sorsa (esszék, 1983)
- Fiatal nők kékben és pirosban (tragédia, 1983)
- Világvégjátékok; apollói dalok Veress Miklós; Magvető, Budapest, 1984
- Végtelen napjaim. Napló; Ferenczy, Budapest, 1996
- Végtelen napjaim. Új folyam; Elektra Kiadóház, Diósd, 1997
- Törtaranykor. A szerző válogatása életművéből; Trikolor, Budapest, 1997 (Örökségünk)
- Hova lett a Rózsa Lelke? Két hős – két dráma átkozott huszadik századunkból / Az álomfejtő álma / Hova lett a Rózsa Lelke?; Magyar Írószövetség–Belvárosi, Budapest, 1997 (Bibliotheca Hungarica)
- Talán a lényeg. Genfi és firenzei naplók a magyar líráról; Littera Nova, Budapest, 1999 (Mesterek sorozat)
- Összegyűjtött drámák, 1-6.; Elektra Kiadóház, Budapest, 2004–2007
  - 1. Kívül magamon. Modern drámák az antik világból / Nero játszik / A Szphinx, avagy Búcsú a kellékektől / Nyomkeresők / Búcsú a csodáktól / Túszszedők; 2004
  - 2. Az én koromban. Abszurd témák hagyományos drámaformában; 2004
  - 3. Gím a fekete csalitban; 2005
  - 4. Lélegzetvisszafojtva. 11 egyfelvonásos; 2006
  - 5. Apokrif találkozások / Színház a Cethal hátán / Császár és analízis / Freud, az álomfejtő álma / Egy faun éjszakája, avagy Hová lett a Rózsa Lelke; 2006
  - 6. Lábnyomok a porban; 2007
- Csillaghy András–Hubay Miklós: Két kuruc beszélget; Napkút, Budapest, 2009 (Beszélgetők könyvei)
- "Aztán mivégre az egész teremtés?". Jegyzetek az Úr és Madách Imre műveinek margójára; Napkút, Budapest, 2010
- Játék és végzet. Válogatás Hubay Miklós drámáiból; szerk., szöveggond., utószó Ács Margit; MMA, Budapest, 2024

## Színházi munkái
A Színházi adattárban regisztrált bemutatóinak száma: szerző-fordító: 93-36.

### Szerzőként
- Egy magyar nyár (1954)
- A beszélő köntös (1954, 1963)
- István napja (1955)
- Egyik Európa (1957)
- C'est la guerre (1958, 1962, 1968, 1975, 1983, 2001)
- Ők tudják, mi a szerelem (1959, 1970, 1993, 1995, 1999, 2014)
- Egy szerelem három éjszakája (1961, 1964–1966, 1970, 1974–1975, 1978, 1981, 1984–1985, 1991, 1993, 1998–2001, 2004–2005, 2007–2008)
- Csend az ajtó mögött (1963)
- Késdobálók (1963–1964, 1982, 2006)
- Szüless újra, kedves (1965)
- Felismerés és búcsú (1965)
- Szfinx (1966)
- Római karnevál (1967, 1983, 1988)
- Nero játszik – a fenevad hét komédiája (1968)
- Antipygmalion (1968, 1982, 2014)
- Fiatal nők kékben és pirosban (1969)
- Akik ifjú szívekben élnek (1969)
- A szfinx, avagy búcsú a kellékektől (1970, 1979)
- Lélegzetvisszafojtva (1970)
- Tüzet viszek (Feltámadás nincs) (1970, 1972, 1980, 1985, 1988, 1995, 2000)
- Álomfejtés (1971)
- Színház a cethal hátán (1973)
- Isten füle (1973)
- Én vagyok Ravelszki (1979)
- A síró nő, avagy az efezuszi özvegy (1981)
- A túsz-szedők (1981, 1984)
- Itt valami ketyeg (1982)
- A zsenik iskolája (1982, 1999)
- Különös nyáréjszaka (1983)
- Freud, az álomfejtő álma (Különös nyáréjszaka) (1984, 2003)
- A cethal hátán (1995)
- Hová lett a Rózsa lelke? (Nizsinszki) (1997, 1999)
- Te Imre, itt valami ketyeg (1999)
- Elnémulás (2004, 2006, 2010)
- Egy faun éjszakája, avagy hová lett a rózsa lelke? (2006)

### Íróként
- Együtt és egyedül (1966)
- Kszanaksz (2008)
- Oly korban éltem én e földön (2009)

### Fordítóként
- Kornyejcsuk: Bodzaliget (1951, 1954)
- Musset: Vagy ki vagy be (1955)
- Pogogyin: A Kreml toronyórája (1955)
- Sartre: Főbelövendők klubja (1956)
- Csepurin: Tavaszi áradás (1956)
- Sheridan: A rágalom iskolája (1957, 1960)
- Marceau: A tojás (1957, 1980, 1994)
- Miller: A salemi boszorkányok (1961, 1965, 1970, 1974, 1976, 1979, 1981, 1990, 1998, 2001–2004)
- Merle: Korinthoszban többé nem hal meg senki (1963)
- Schéhadé: Ibolyák (1963)
- Giraudoux: Párizs bolondja (1966)
- Sartre: A legyek (1966, 1989)
- Kafka: A per (1966)
- Hecht-McArthur: Rendkívüli kiadás (1967)
- Rolland: A szerelem és a halál játéka (1975)
- Ketten egy személyben (1999)

## Filmjei
- Bakaruhában (1957)
- A harangok Rómába mentek (1958)
- Micsoda éjszaka! (1958)
- Kard és kocka (1959)
- Pár lépés a határ (1959)
- Csutak és a szürke ló (1961)
- Katonazene (1961)
- Pesti háztetők (1962)
- Angyalok földje (1962)
- Az utolsó vacsora (1962)
- Mit csinált felséged 3-tól 5-ig? (1964)
- Ők tudják, mi a szerelem (1964, 1986-ban is készült belőle tévéfilm)
- Egy szerelem három éjszakája 
  - mozifilm (1967)
  - tévéfilm (1986, Zenés TV Színház műsorsorozaton belül)
- Az utolsó kör (1968)
- Római karnevál (1974)
- A párkák (1975)
- Ki látott engem? (1977)
- A Teremtéstől az Emberig (2009)

## Díjai
- József Attila-díj (1955, 1965, 1975)
- Szocialista Munkáért Érdemérem (1971)
- Munka Érdemrend arany fokozata (1972, 1978)
- A Művészeti Alap Irodalmi Díja (1979)
- Madách-díj (1983)
- Bács-Kiskun Megye Művészeti Díja (1984)
- Magyar Népköztársaság aranykoszorúval díszített Csillagrendje (1987)
- Déry Tibor-díj (1988)
- Kossuth-díj (1994)
- Nemzeti Színház drámapályázatának díja (1995)
- Cívis-díj (1996)
- Az Év Könyve-jutalom (1996)
- Szép Ernő-jutalom (1997, 2007)
- Via di Ripetta-díj (1997)
- Róma város díja (1997)
- Tekintet-díj (2000)
- Demény Pál-emlékérem (2003)
- A Magyar Köztársasági Érdemrend középkeresztje a csillaggal (2003)
- Arany János-nagydíj (2004)
- Olasz Szolidaritás Csillag-rendje (2005)
- Prima díj (2005)
- Hazám-díj (2006)
- Babits Mihály Alkotói Emlékdíj[7] (2008)
- Nagyvárad diszpolgára  (2008)